# Inwencja (muzykologia)
Inwencja (z łac. inventio = wynalazek, pomysł) – krótki instrumentalny utwór polifoniczny oparty na imitacji, często zbliżony do uproszczonej fugi. Posiada nieokreśloną ściśle konstrukcję. Twórcą inwencji jako gatunku i zarazem najsłynniejszego ich zbioru był Johann Sebastian Bach – autor Inwencji i sinfonii BWV 772–801 na dwa lub trzy głosy. Ta forma muzyczna powstała w celu edukacji młodzieży głównie w dziedzinie polepszenia techniki niezależnego prowadzenia głosów.

## Podobieństwa do fugi
Inwencje są – tak jak fugi – polifoniczne. Wiele z nich, zarówno dwugłosowych jak i trzygłosowych, posiada ekspozycję fugową w doskonałej formie (mimo to zazwyczaj nie ma tam dux i comes – drugi głos wchodzi w tonacji inicjalnej) – jest to np. inwencja dwugłosowa nr 1 C-dur, czy nr 4 d-moll. Ponadto w inwencjach często występują odpowiedzi, łączniki zewnętrzne i cody, dużo rzadziej stretta.

## Inni kompozytorzy
Oprócz J.S. Bacha najsłynniejsze inwencje skomponował Węgier Béla Bartók. Są one jednak chromatyczne (a ponadto w systemie dodekafonicznym, a nie dur-moll), gdyż powstały dopiero w dwudziestoleciu międzywojennym.